# Departamento General Taboada
Das Departamento General Taboada liegt im Osten der Provinz Santiago del Estero im Nordwesten Argentiniens und ist eine von 27 Verwaltungseinheiten der Provinz. 
Es grenzt im Norden an das Departamento Juan F. Ibarra, im Osten an die Provinz Santa Fe, im Süden an das Departamento Belgrano und im Westen an das Departamento Avellaneda. 
Die Hauptstadt des Departamento General Taboada ist Añatuya.

## Städte und Gemeinden
Das Departamento General Taboada ist in folgenden Gemeinden aufgeteilt:
- Añatuya
- Averías
- Estación Tacañitas
- Los Juríes
- Tomás Young